# فینال جام باشگاه‌های آسیا ۸۹–۱۹۸۸
فینال جام باشگاه‌های آسیا ۸۹–۱۹۸۸ مسابقه فینال هشتمین دوره جام باشگاه‌های آسیا بود که در سال ۱۹۸۹ برگزار شد و السد قطر با برتری برابر الرشید عراق به مقام قهرمانی دست یافت.

## مسابقه
| الرشید                            | ۳–۲ | السد                          |
| --------------------------------- | --- | ----------------------------- |
| احمد راضی ۲۰' · علی کزوم ۲۴', ۳۵' |     | خالد سلمان ۵۶' · موه غنیم ۸۵' |

| السد           | ۱–۰ | الرشید |
| -------------- | --- | ------ |
| خالد سلمان ۸۲' |     |        |

- السد قطر با (قانون گل زده در خانه حریف) برنده شد.